# William Ellicott
William Ellicott (n. 1856, Launceston, Anglia, Regatul Unit al Marii Britanii și Irlandei – d. 25 aprilie 1933, Greater London, Anglia, Regatul Unit) a fost un trăgător de tir ce a reprezentat Regatul Unit al Marii Britanii și al Irlandei de Nord, medaliat olimpic. A participat la o ediție a Jocurilor Olimpice (1908) în care a câștigat o medalie de argint și o medalie de bronz.